# مصطفى باي
أبو النخبة مصطفى باشا باي بن محمود باي باي تونس من 20 ماي 1835 إلى 10 أكتوبر 1837، وهو تاسع بايات تونس الحسينيين.
هو الأخ الأصغر للحسين باي الثاني تم تعيينه وليا للعهد عام 1824 وخلف شقيقه في 20 مايو 1835.
في فبراير 1837، أجرى مصطفى باي، بناء على نصيحة وزيره الأعظم شاكير صاحب الطابع، إحصاء لجميع شباب تونس الذين تتراوح أعمارهم بين 10 إلى 25 سنة بهدف تجنيدهم في الجيش النظامي. أثر هذا الإجراء بشكل كبير على سكان الحاضرة الذين تم إعفاؤهم من التجنيد الإجباري منذ زمن سحيق.
حكم لمدة عامين فقط. ودفن في ضريح تربة الباي بالمدينة العتيقة بتونس.